# Gradski stadion (Belišće)
Gradski stadion – stadion sportowy w Belišće, w Chorwacji. Został otwarty w 1921 roku. Może pomieścić 5500 widzów. Swoje spotkania rozgrywają na nim piłkarze klubu NK Belišće. W sezonach 1992/1993, 1993/1994 i 1994/1995 obiekt gościł spotkania chorwackiej pierwszej ligi z udziałem tego zespołu.